# 1761 w polityce

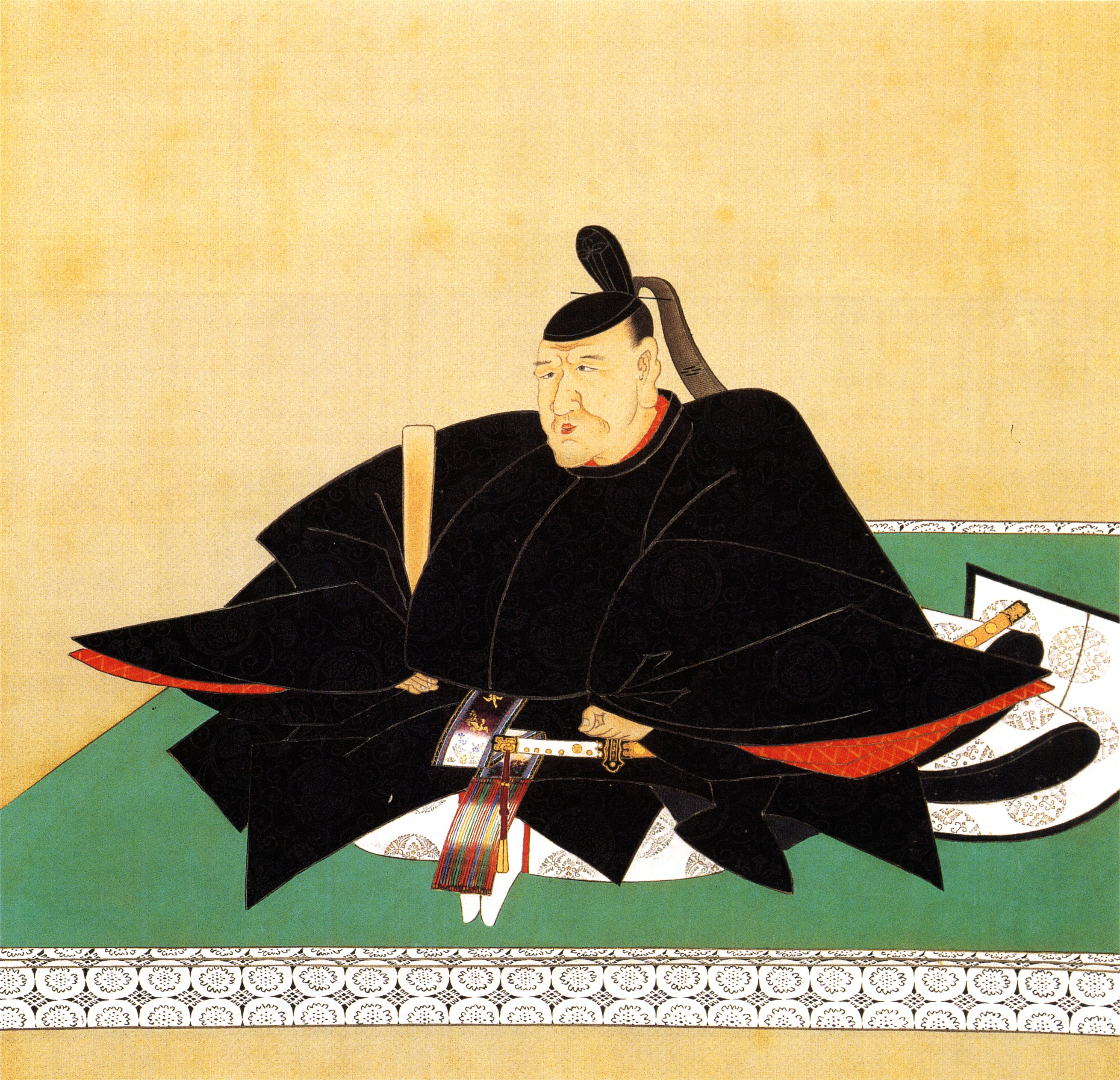
Ieshige Tokugawa

Wydarzenia polityczne w 1761 roku.

## Zmarli
- 13 lipca Ieshige Tokugawa, siogun[1].